# 足尾台風

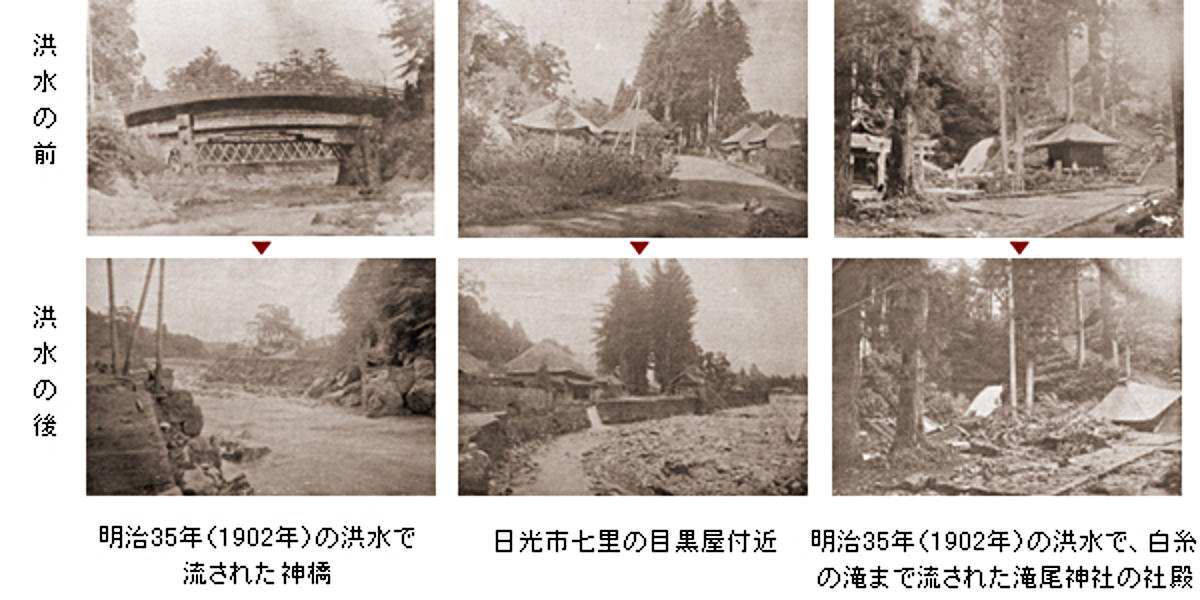
足尾台風による被害

足尾台風（あしおたいふう）は、1902年（明治35年）9月28日に千葉県から新潟県、北海道北部を通過し、主に関東地方から東北地方南部にかけて被害をもたらした台風である。

## 名称について
「足尾台風」と言う名称は非公式のもので、「伊勢湾台風」や「第二室戸台風」のように気象庁（1956年以前は中央気象台）が決めたものではない。1958年の台風第22号による狩野川流域の被害の激甚な事から、気象庁は公式に「狩野川台風」の名称を与え、同時に、1954年に函館港で青函連絡船洞爺丸を遭難させて多くの死者を出した台風第15号もさかのぼって「洞爺丸台風」と命名したのが、台風の公式な固有名の始まりである。従って、それ以前の「足尾台風」も、「室戸台風」や「枕崎台風」同様、公式のものではなく、通称である。当時は「台風」という用語もなく、名称の「足尾台風」は、栃木県足尾付近の被害が甚大だったことから後で付けられたものである。
「足尾台風」の名称がいつから用いられるようになったかははっきりしない。1992年刊行の『暴風・台風びっくり小事典』（講談社ブルーバックス 島田守家）ではこの台風の被害状況や観測値について詳細に解説しているにもかかわらず、足尾台風という名は出ていない。それ以前にも、大谷東平のような著名な気象学者がこの台風に触れているが、やはり固有名は用いていない。世間一般で通用するようになったのは21世紀初めか、早くとも20世紀末と考えられる。ただし、地元など限られた範囲内では古くから呼び習わされてきた可能性はある。

## 概要
発生の時期・場所については明らかではない。当時は無線通信が実用化されて間もない頃で、それを装備した船舶はわずかであり、従って海上の気象観測網が極めて貧弱で、特に日本の南東海上は航行する船も少なく、気象資料が得にくかったという事情があった。更にこの台風のような規模の小さい豆台風は発見が難しく、上陸直前まで観測網にかからないのが普通であった。最初に存在が確認されたのは9月28日の払暁、八丈島の北東である。その後の経路は中央気象台『気象要覧』によると、以下のようになっている（日時はすべて日本時間）。
- 1902年（明治35年）9月28日
  - 8:00 - 台風の中心が 房総半島南端の布良（現：千葉県館山市）付近を通過。北北西に進む。
  - 8:20 - 神奈川県横須賀の西付近を通過。
  - 9:00 - 東京の北辺を通過。東京では8:55から約10分間、台風の目に入ったらしく、風雨が一時的に止んだ。
  - 10:20 - 栃木県足尾付近を通過。
  - 11:30 - 新潟県より日本海へ抜ける。
  - 夜半 - 北海道北部に達する。

## 観測記録

### 最低気圧
館山：717.1mmHg（955.8hPa）

### 最大風速
筑波山：72.1m
銚子：44.8m
注）いずれも20分間平均
当時の記録では、銚子の最大風速は64m、筑波山では103mとなっている。しかし調査の結果、その頃用いられていた風速計では過大な値が出ていた事が明らかにされ、1924年以前の観測値には一律に0.7を乗じ、その数値を公式記録とする旨決められた。上記の風速はその補正後のものである。

## 藤原の効果
この当時、この台風とは別に、もう一つの台風がフィリピン・ルソン島の東方に9月21日発生し、毎時10kmほどで進行して9月26日には琉球の南東はるか沖を北上。そして9月28日、足尾台風が東日本地域を縦断して日本海へ抜けた後の15時に中心が潮岬の東方に上陸。大王崎の西方、彦根付近、福井の東方、金沢の西方を経て能登半島を横断し、23時には佐渡島の北方に抜けている。9月28日朝の天気図では、二つの台風がほぼ横並びになっており、東側にあった足尾台風は、本州通過時の進行速度が毎時60kmから80kmに達し、かなり速いものであった。筑波山をはじめ、台風経路の東側の各地で猛烈な暴風となったのも、この高速の影響が大きいと考えられる。
これは、2つの台風の間に「藤原の効果」が働いた結果、足尾台風の方が増速したのではないかと考えられている。記録に残る台風の中では藤原効果の見られる最古の事例といえる。藤原効果には幾つか類型があるが、東西に並んで北上する2個の台風がある場合、渦が相互に干渉し、東側の台風が加速して急速に進み、西側の台風は速度が落ちるという形になる事があり、同様の例がその後も時折見られる。

## 被害
足尾台風は暴風域などの規模が小さい豆台風であったが、中心気圧は低く、特に猛烈な風による風害と高潮による水害が著しい。また豪雨による洪水も発生した。風水害は千葉県・茨城県・群馬県・福島県・山形県等にも渡り、死傷者・家屋の損壊・汽車の転覆・煙突の破壊・巨樹の倒壊などの被害が出たとされる。

### 神奈川県
相模湾では満潮時に当たり、高潮が発生した。また、横浜港では、暴風により、桟橋に停泊中だったドイツ郵船の「プロイセン号」が流され浅瀬に擱座（座礁）、汽船「カーリー号」も防波堤に乗り上げた。その他小型蒸気船や臨時税関の工事船が沈没したという。

### 栃木県

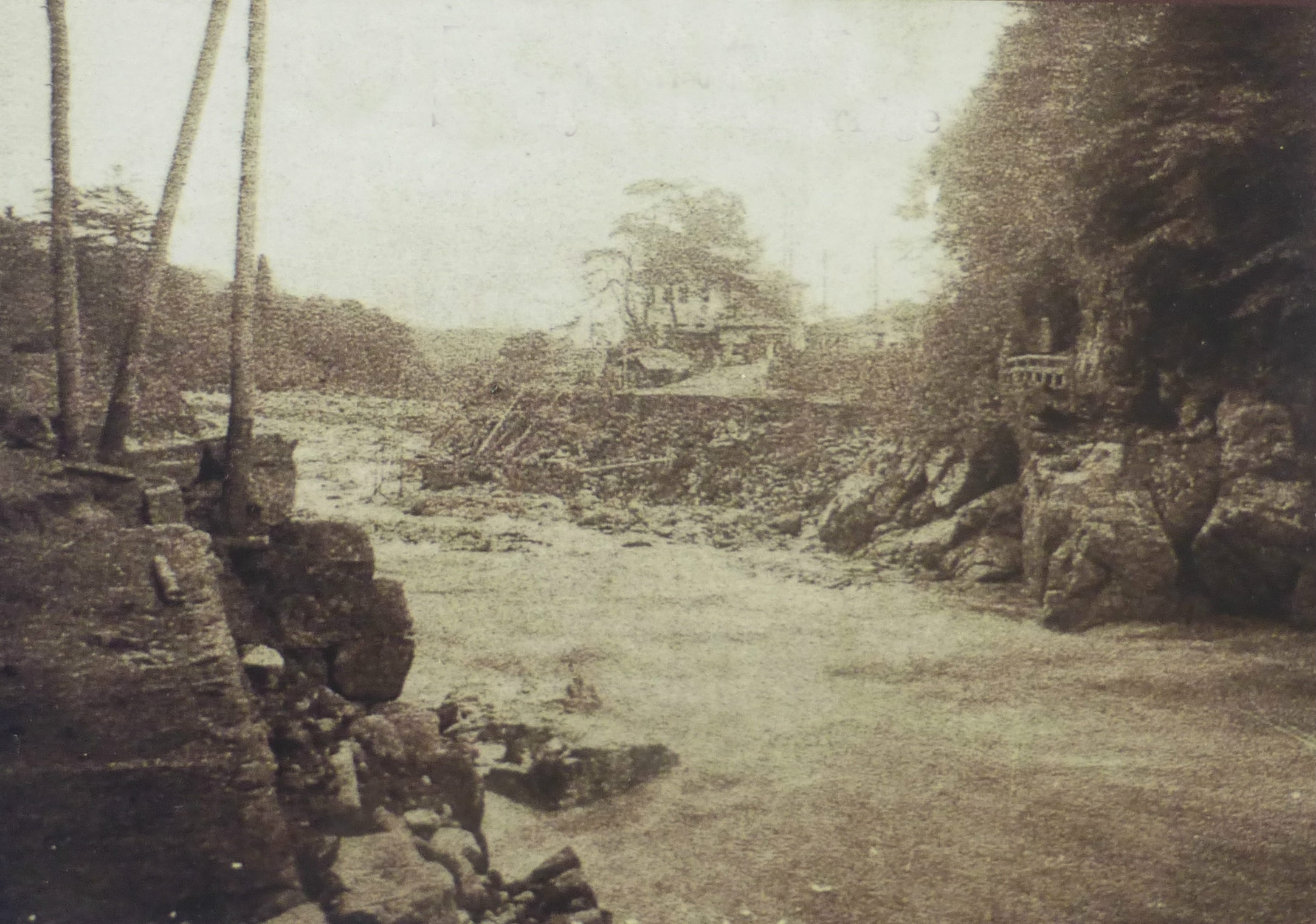
流失後の神橋跡（1902年）

死者・行方不明者219名、家屋の全壊・流失約8,200戸、足尾で315ミリの雨量を記録した。渡良瀬川が洪水となり、足尾での被害が大きかったことが後にこの台風の名称となった。足尾町内では神子内尋常小学校が流出するなどした。
また、日光中宮祠では土石流が発生。中禅寺湖に流れ込んだ土砂が3mの高波を起こし、旅館などで被害者を出した。この波は華厳滝を越えて大谷川に流れ込み、神橋、大谷橋が流失。憾満ヶ淵の「並び地蔵」も流失した。裏見滝はこの台風がもとで姿を変えたという。
現在、栃木県立真岡高等学校にある登録有形文化財「真岡高校記念館」は、この台風で損壊した校舎を翌年建て直したものである。

### 茨城県
死者・行方不明者118名、家屋の全壊・流出20,164戸を記録した。